# San Marino Calcio 2001-2002
Questa pagina raccoglie le informazioni riguardanti il San Marino Calcio nelle competizioni ufficiali della stagione 2001-2002.

## Rosa
| N. |                   | Ruolo | Calciatore             |
| -- | ----------------- | ----- | ---------------------- |
|    | Italia (bandiera) | C     | Simone Batti           |
|    | Italia (bandiera) | C     | Thomas Bendoni         |
|    | Italia (bandiera) | D     | Manuel Benetti         |
|    | Italia (bandiera) | A     | Giuseppe Carbonaro     |
|    | Italia (bandiera) | C     | Federico Carelli       |
|    | Italia (bandiera) | D     | Rocco Crippa           |
|    | Italia (bandiera) | C     | Daniele De Battisti    |
|    | Italia (bandiera) | C     | Giuseppe De Feudis     |
|    | Italia (bandiera) | C     | Pietro De Giorgio      |
|    | Italia (bandiera) | A     | Marcello Lucio Direnzo |
|    | Italia (bandiera) | P     | Fabio Fabbri           |
|    | Italia (bandiera) | A     | Federico Lauria        |
|    | Italia (bandiera) | C     | Luca Leone             |
|    | Italia (bandiera) | D     | Sandro Macerata        |

| N. |                       | Ruolo | Calciatore         |
| -- | --------------------- | ----- | ------------------ |
|    | Italia (bandiera)     | D     | Simone Madocci     |
|    | Italia (bandiera)     | C     | Vincenzo Maisto    |
|    | San Marino (bandiera) | C     | Michele Marani     |
|    | Italia (bandiera)     | C     | Davide Marchini    |
|    | Italia (bandiera)     | C     | Antonio Martorella |
|    | Italia (bandiera)     | A     | Matteo Pelatti     |
|    | Italia (bandiera)     | C     | Filippo Pensalfini |
|    | Italia (bandiera)     | D     | Mauro Picconi      |
|    | San Marino (bandiera) | A     | Andy Selva         |
|    | Italia (bandiera)     | D     | Luca Suprani       |
|    | Italia (bandiera)     | C     | Paolo Tarini       |
|    | Italia (bandiera)     | A     | Andrea Tedeschi    |
|    | Italia (bandiera)     | C     | Giuseppe Ticli     |